# Jim Reardon
Jim Reardon ist ein US-amerikanischer Filmregisseur, Animator und Drehbuchautor.

## Leben
Nach seinem Abschluss 1987 am California Institute of the Arts wurde Reardon für die Zeichentrickserie Oh Schreck, oh Graus: Die Supermaus als Drehbuchautor engagiert, bevor er sich als Animationsregisseur der Zeichentrickserie Die Simpsons anschloss. Nachdem er die Simpsons 2004 verlassen hatte, wurde bei den Pixar Animation Studios sein Drehbuch für WALL·E – Der Letzte räumt die Erde auf produziert, welches 2008 in die Kinos kam und für das er 2009 eine Oscarnominierung als Beste Originaldrehbuch erhielt.

## Filmografie (Auswahl)
- 1987–1988: Oh Schreck, oh Graus: Die Supermaus (Mighty Mouse, the New Adventures) (Fernsehserie, 19 Episoden Drehbuch, 2 Episoden Regie)
- 1988: Christmas in Tattertown
- 1990–2004: Die Simpsons (The Simpsons) (41 Episoden Regie)
- 2008: WALL·E – Der Letzte räumt die Erde auf (WALL·E)

## Auszeichnungen (Auswahl)
Nebula Award
- 2008: Nebula Award in der Kategorie „Best Script (Bestes Drehbuch)“ für WALL·E – Der Letzte räumt die Erde auf (mit Pete Docter und Andrew Stanton)

Online Film Critics Society Award
- 2008: Auszeichnung für das Beste Originaldrehbuch für WALL·E – Der Letzte räumt die Erde auf

Oscar
- 2009: Nominierung für das Beste Originaldrehbuch mit WALL·E – Der Letzte räumt die Erde auf